# Нура ан-Нуман
Нура Ахмад ан-Нума́н (араб. نورة أحمد النومان‎‎) — письменниця з Об'єднаних Арабських Еміратів.
Нура вивчала англійську мову в Університеті ОАЕ та отримала ступінь магістра з фаху переклад в Американському університеті Шарджа. Представляла ОАЕ на міжнародній книжковій ярмарці Абу-Дабі 2013 року.
ЇЇ перший роман — «Аджван» — опублікований 2012 року. За нього письменниця 2013 року отримала Премію за найкращу книгу для підлітків Атасалятської премії дитячих книг. На написання твору ан-Нуман наштовхнуло те, що їй не вдалося знайти науково-фантастичної підліткової літератури арабською мовою для своєї доньки, адже такої фактично не існувало. Книга розповідає про дев'ятнадцятирічну дівчину, яка вирушає у міжпланетну подорож, щоб визволити своє немовля з рук мерзенної організації, яка хоче створити з нього надсолдата. 2014 року вийшла друга книга серії — «Мандан». Зараз письменниця працює над третьою частиною серії.

## Твори
- «Кошеня Бавовнинка» (араб. القطة قطنة);
- «Їжачок Ківі» (араб. القنفذ كيوي);
- «Аджва́н» (араб. أجوان);
- «Манда́н» (араб. ماندان).